# Lalage (zoologia)
Lalage  F.Boie, 1826 è un genere di uccelli passeriformi della famiglia Campephagidae, diffuso nell'Asia meridionale e nell'Australasia, nonché in varie isole del Pacifico.

## Tassonomia
Il genere comprende le seguenti specie:
- Lalage maculosa (Peale, 1848)
- Lalage sharpei Rothschild, 1900
- Lalage sueurii (Vieillot, 1818)
- Lalage leucopyga (Gould, 1838)
- Lalage tricolor (Swainson, 1825)
- Lalage aurea (Temminck, 1825)
- Lalage atrovirens (Gray, GR, 1862)
- Lalage moesta Sclater, PL, 1883
- Lalage leucomela (Vigors & Horsfield, 1827)
- Lalage conjuncta Rothschild & Hartert, 1924
- Lalage melanoleuca (Blyth, 1861)
- Lalage nigra (Forster, JR, 1781)
- Lalage leucopygialis Walden, 1872
- Lalage melaschistos (Hodgson, 1836)
- Lalage melanoptera (Rüppell, 1839)
- Lalage polioptera (Sharpe, 1878)
- Lalage fimbriata (Temminck, 1824)
- Lalage typica (Hartlaub, 1865) -  coracina di Mauritius
- Lalage newtoni (Pollen, 1866)